# Maria-Theresien-Platz
Der Maria-Theresien-Platz im 1. Bezirk von Wien liegt zwischen dem Naturhistorischen Museum, dem Burgtor, dem Kunsthistorischen Museum und den Hofstallungen. Er ist benannt nach der österreichischen Kaiserin Maria Theresia, deren Denkmal auf dem Platz steht, und Teil des unvollendeten Kaiserforums, das die Hofburg über die Ringstraße mit den Hofmuseen verbinden sollte.

## Geschichte

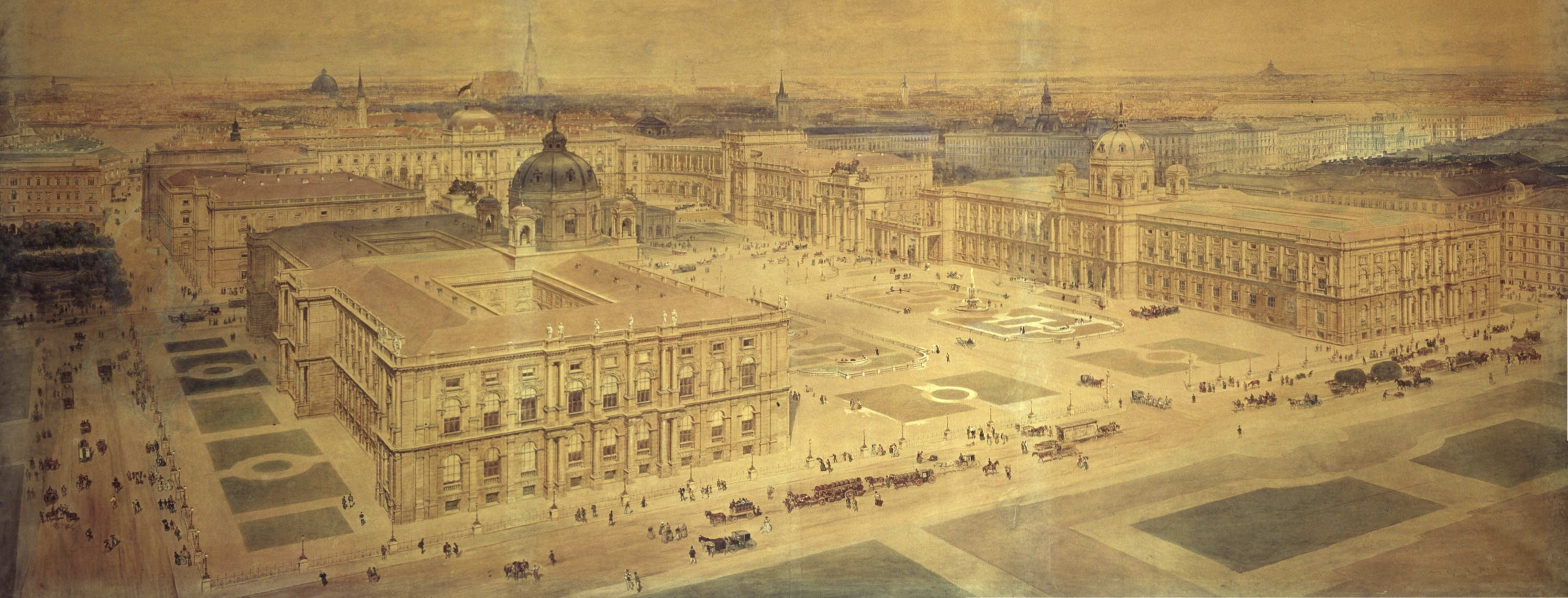
Das Kaiserforum zwischen Hofburg und Hofmuseen, Gemälde von Rudolf von Alt, 1873

Bis 1857 befand sich hier das Glacis, das Schussfeld vor der Stadtmauer. Die Wiener Ringstraße wurde von 1858 an gebaut und 1865 eröffnet. Ziel war, den Prachtboulevard der Monarchie zu errichten, der die Bedeutung des Kaisertums Österreich bzw. Österreich-Ungarns und seiner Dynastie, des Hauses Habsburg-Lothringen, demonstrierte.
Für den Bereich unmittelbar vor der Kaiserresidenz, der Hofburg, plante man die Errichtung eines Kaiserforums, gebildet aus dem heutigen Heldenplatz und dem heutigen Maria-Theresien-Platz. Dazu sollten vor der historischen Hofburg zwischen Volksgarten und Burggarten drei neue Trakte des Palastes errichtet werden. Jenseits der Ringstraße sollten die beiden Hofmuseen an diese Trakte anschließen. Über die Ringstraße hätten Triumphbögen die Trakte der neuen Hofburg mit den beiden Hofmuseen verbunden. Das überaus ambitionierte Projekt konnte bis 1908 nur zum Teil verwirklicht werden. Der dem heutigen Burggartentrakt gegenüber liegende Volksgartentrakt wurde nicht mehr gebaut, ebenso wenig der zentrale Thronsaaltrakt der Neuen Burg, der vor dem Leopoldinischen Trakt der Alten Burg zu stehen kommen sollte. Nach dem Tod von Erzherzog Rudolf und Kaiserin Elisabeth ordnete Franz Joseph I. 1913 schließlich die Einstellung der Bauarbeiten am Kaiserforum an.
Der Maria-Theresien-Platz wird von den größten zwei historischen Museumsbauten der Stadt eingerahmt, den ehemaligen Hofmuseen Kunsthistorisches Museum (1891 eröffnet) und Naturhistorisches Museum (1889 eröffnet). Den optischen Abschluss bildet das jenseits der zum Ring parallelen Zweierlinie befindliche Museumsquartier. Dieser historische Bauteil wurde 1725 als kaiserliche Hofstallungen errichtet. In der Mitte des Maria-Theresien-Platzes steht das 1888 enthüllte Maria-Theresien-Denkmal des Bildhauers Caspar von Zumbusch. Es ist das größte und künstlerisch bedeutendste Habsburgermonument der österreichischen Hauptstadt. In den Zentren der vier Rasenflächen befinden sich die 1890 fertiggestellten Tritonen- und Najadenbrunnen der Künstler Anton Schmidgruber, Hugo Haerdtl und Edmund Hofmann von Aspernburg. 
Der Platz zählt zu den touristisch am stärksten frequentierten Teilen Wiens und ist Fußgängern vorbehalten. Im 20. Jahrhundert verkehrten, wie auf der Ringstraße bis heute, auch auf der Zweierlinie elektrische Straßenbahnen, bis die Strecke 1965/1966 in einen Tunnel unter der Hauptfahrbahn verlegt wurde; in diesem verkehrt seit 1980 die U-Bahn-Linie U2. Der Platz ist über die U-Bahn-Station Museumsquartier, die U-Bahn-Station Volkstheater sowie mit den auf dem Ring verkehrenden Straßenbahnlinien 1, 2, 71 und D (Haltestellen Burgring und Dr.-Karl-Renner-Ring) erreichbar.

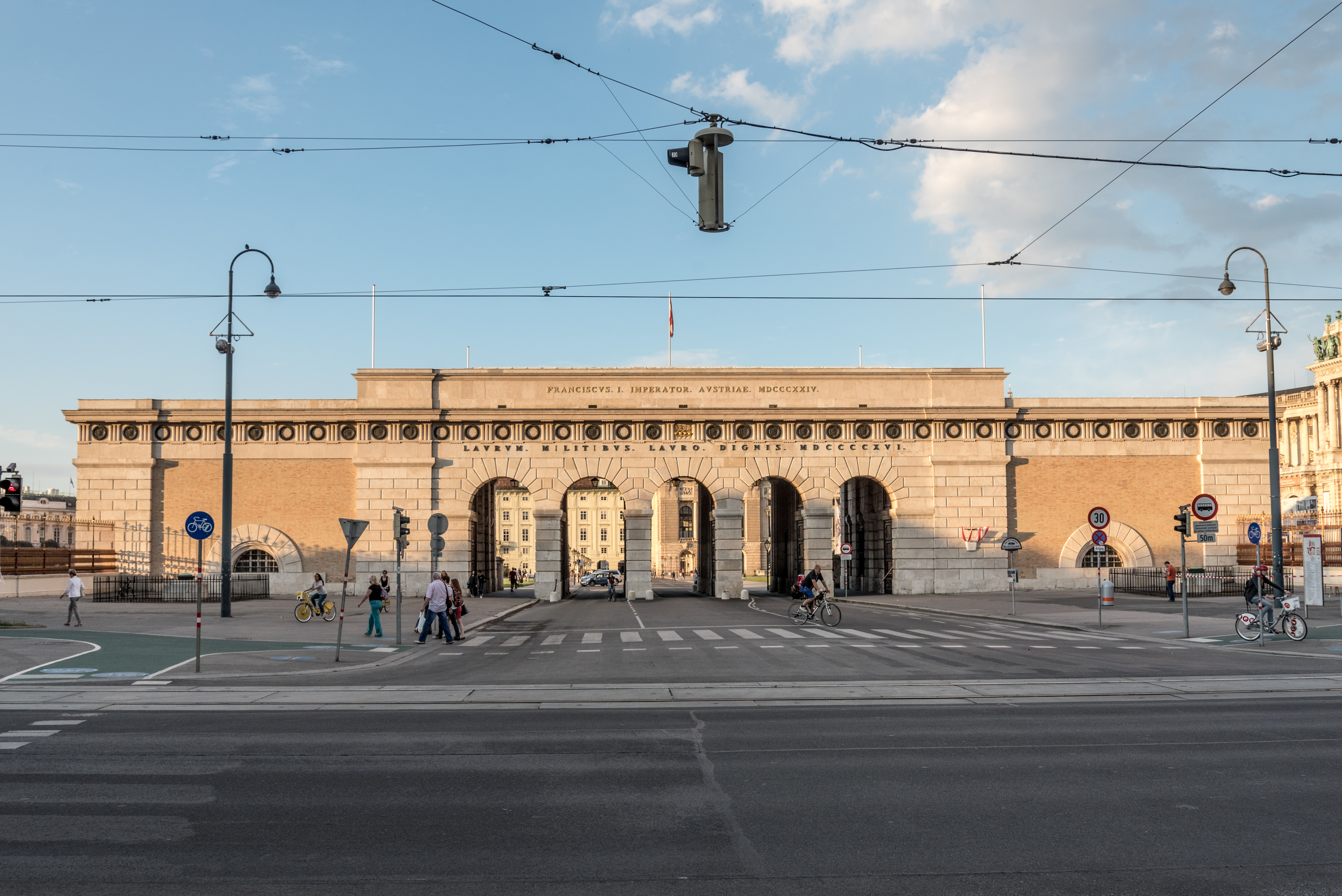
Burgtor, Ringstraßenseite
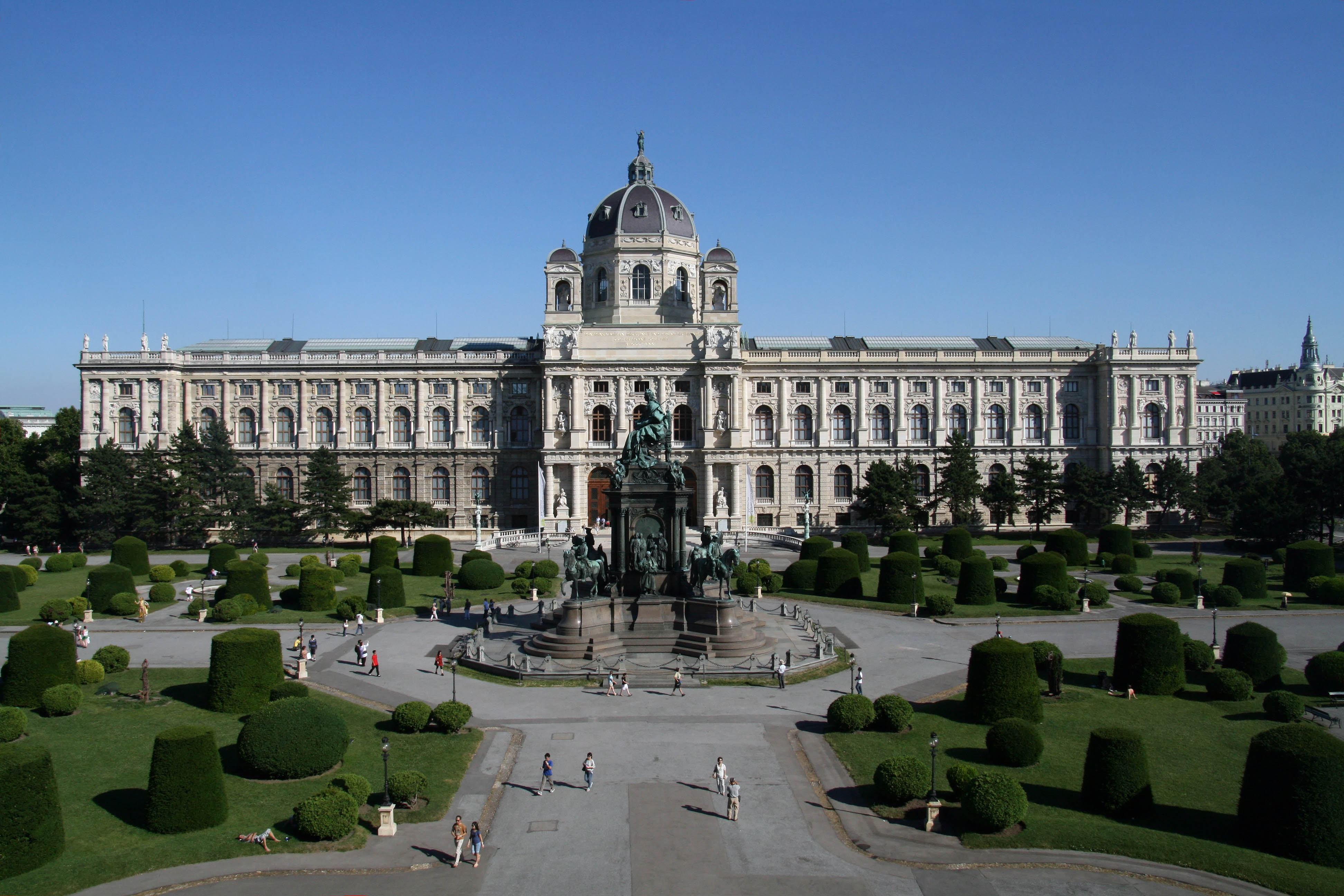
Kunsthistorisches Museum
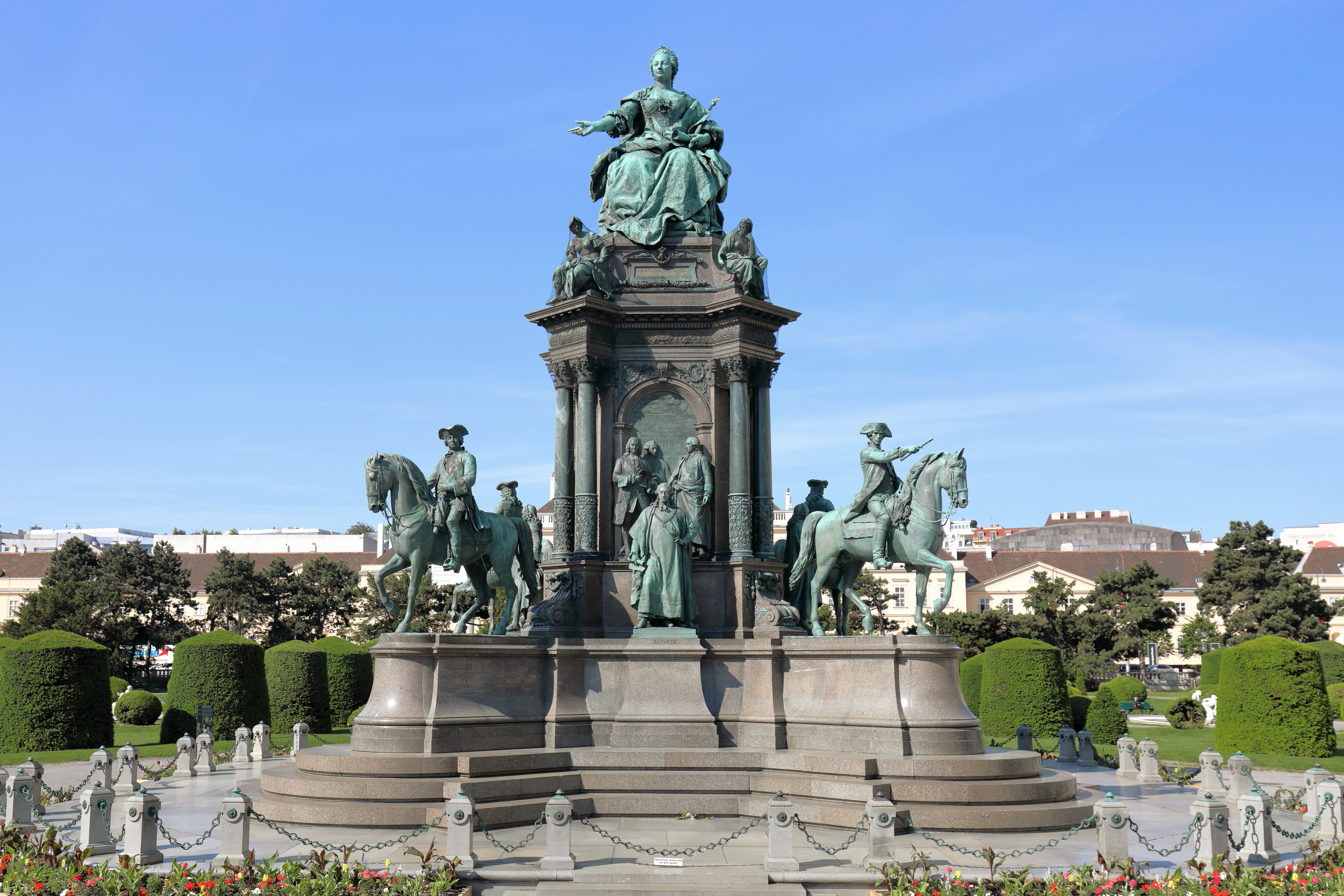
Maria-Theresien-Denkmal
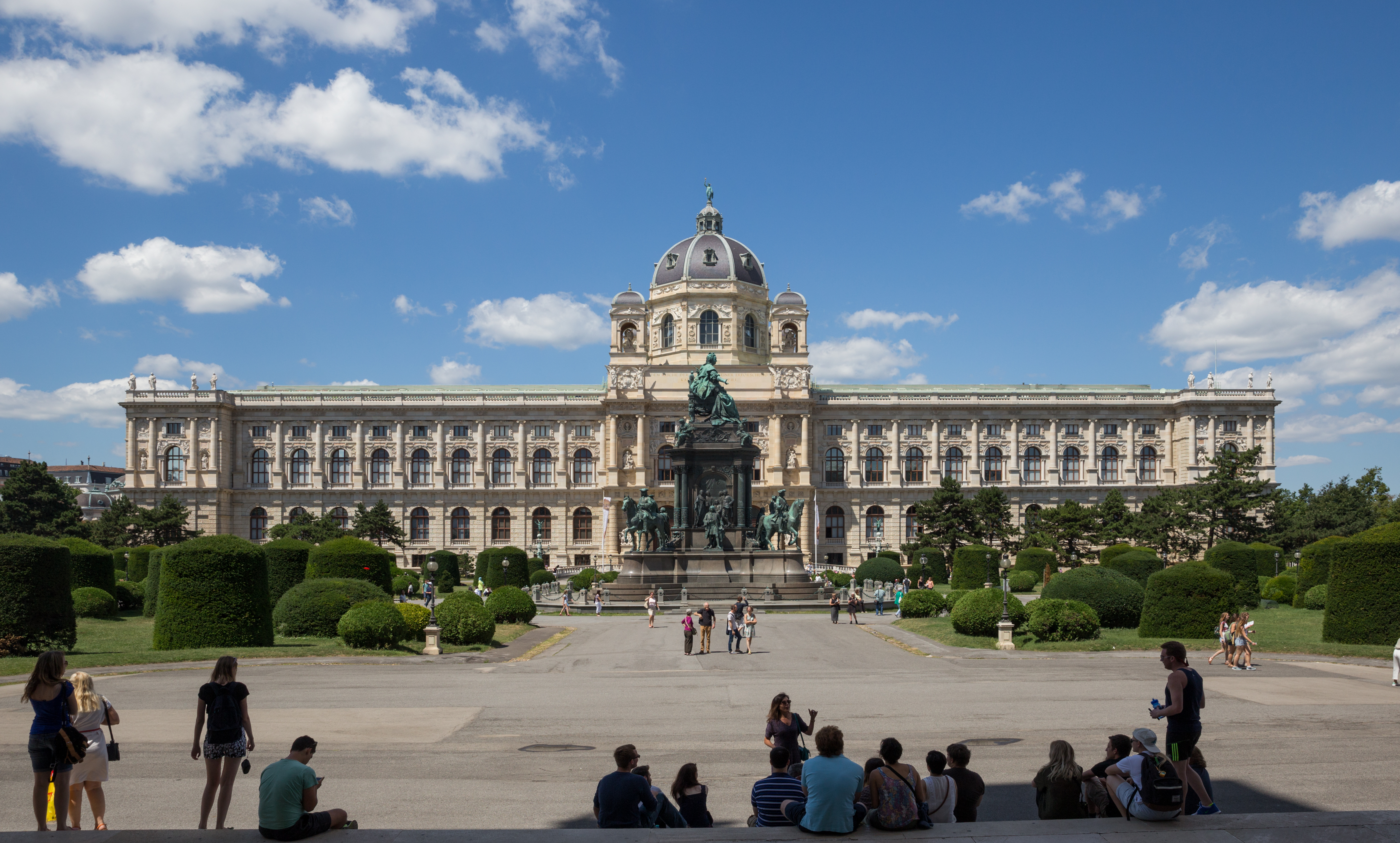
Naturhistorisches Museum
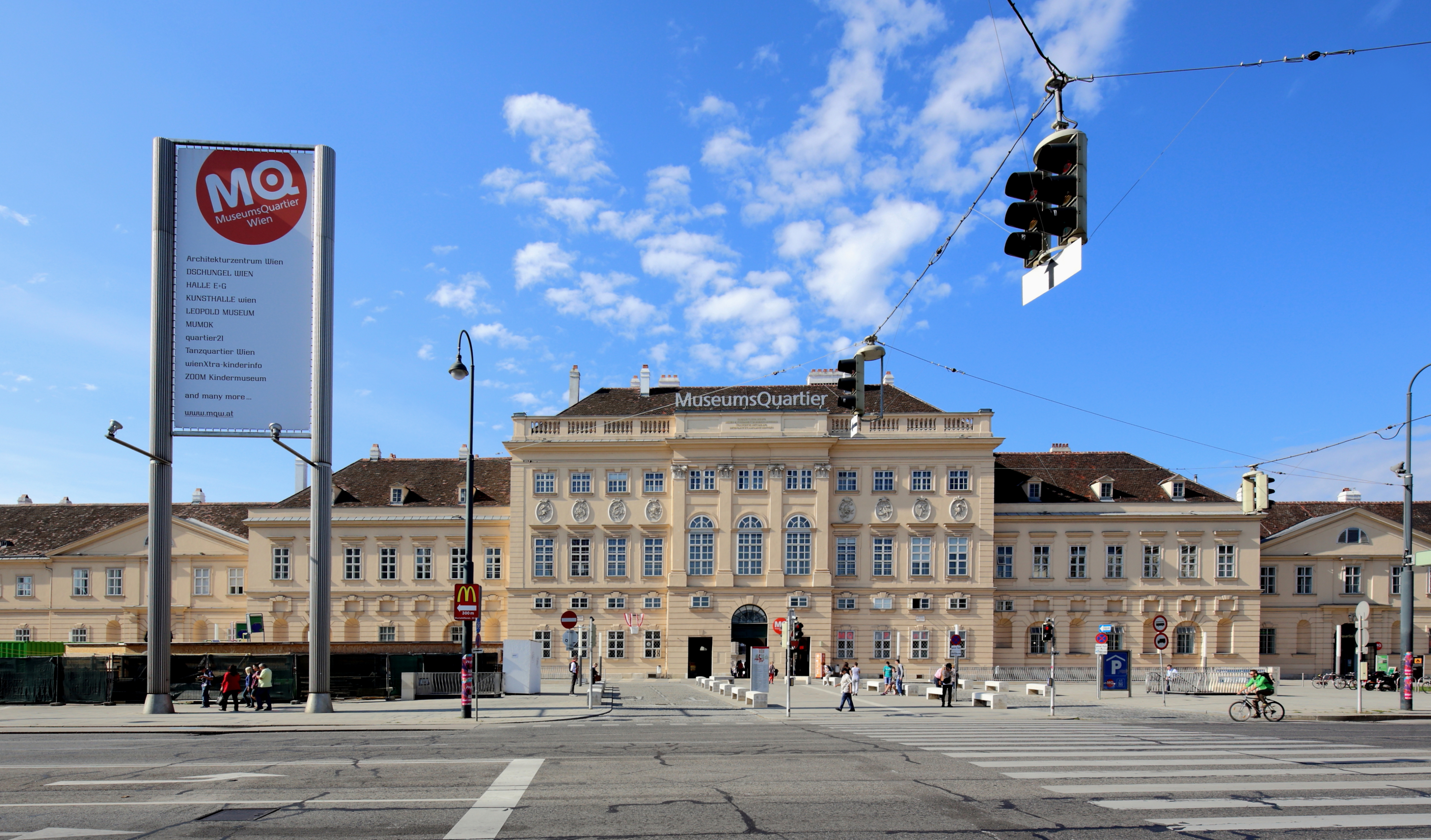
Hofstallungen